# Rote Spitze (Allgäuer Alpen)
Die Rote Spitze ist ein 2130 m ü. A. hoher Berg in der Gruppe der Vilsalpseeberge der Allgäuer Alpen in Tirol. Sie ist dem Kammverlauf vorgelagert und erhebt sich dadurch mitten in der Runde der Gipfelumrahmungen von Alpl- und Traualpsee.
Die Rote Spitze zeigt sich von Norden und Westen her als typischer Allgäuer Steilgrasgipfel mit mehreren Felsabbrüchen, von Südwesten dagegen als isoliert aufragende und eigenartig schräge Spitze. Ein dennoch leichter Aufstieg, der noch dazu von der Landsberger Hütte und vom Saalfelder Weg aus mit wenig Zeitaufwand möglich ist, wird durch das weniger steile Gelände auf der Südostseite ermöglicht.
Die Nachbargipfel der Roten Spitze sind Steinkarspitze und das Geierköpfle.

## Bilder

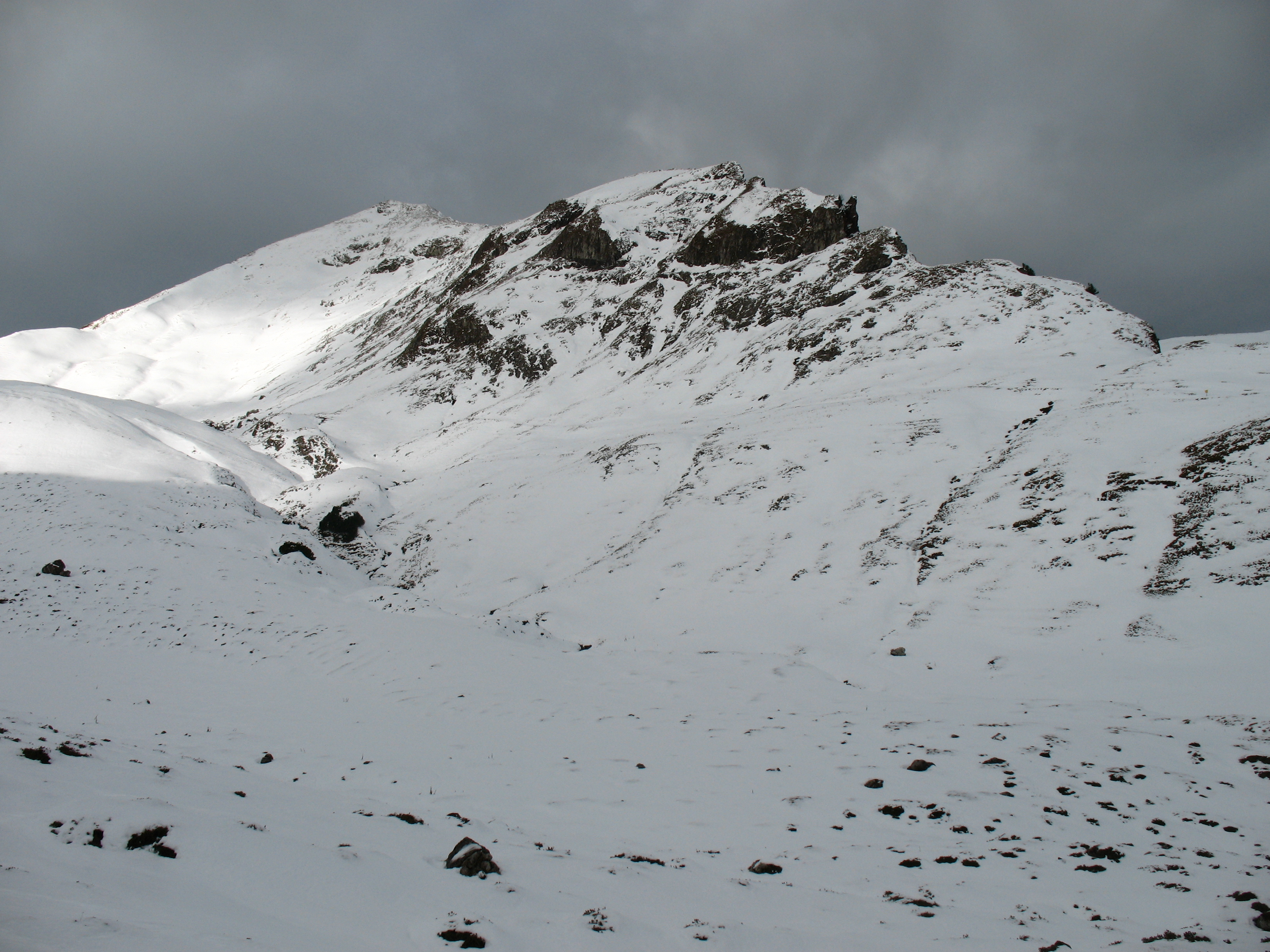
Von Osten
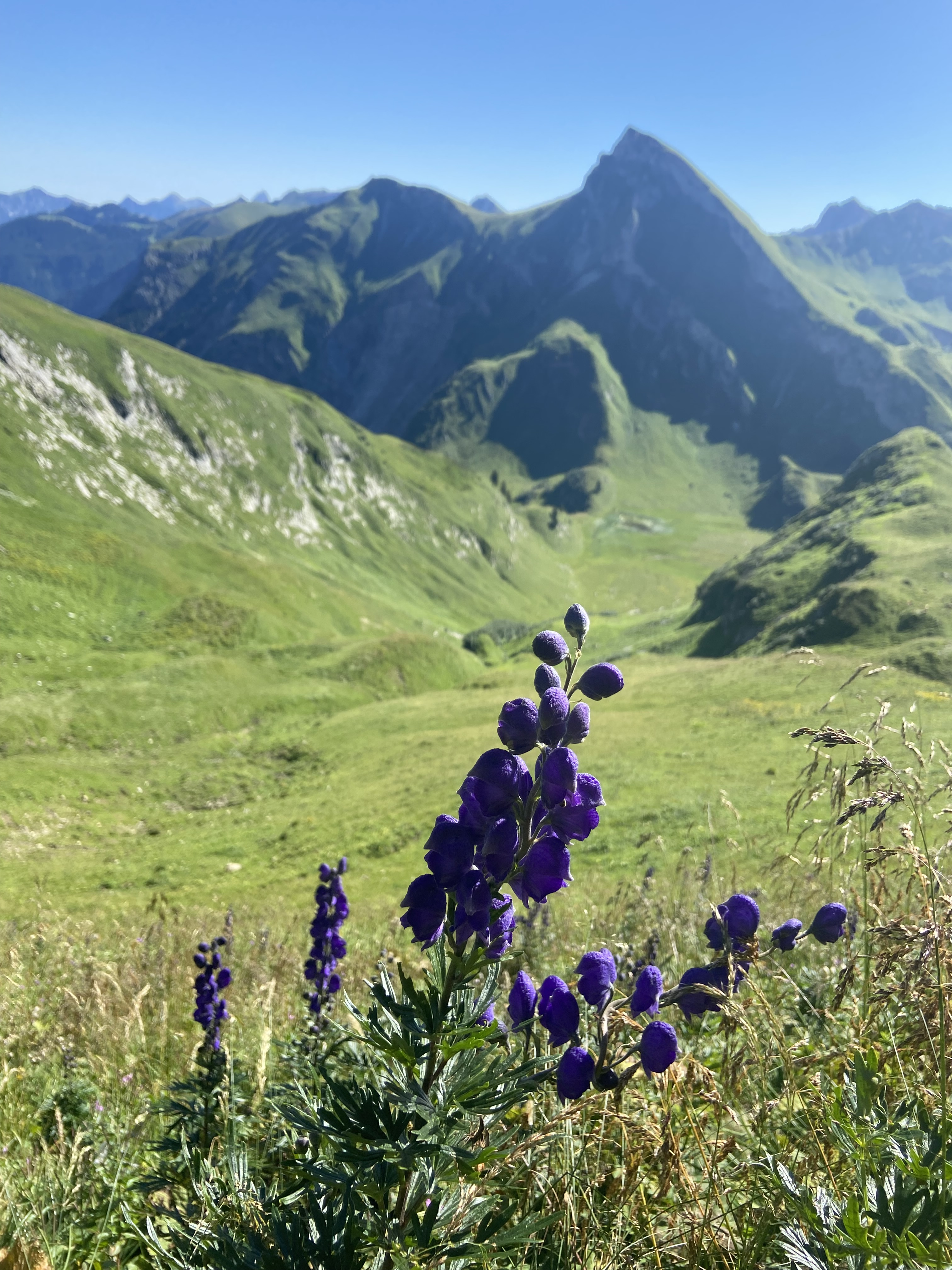
Von Westen
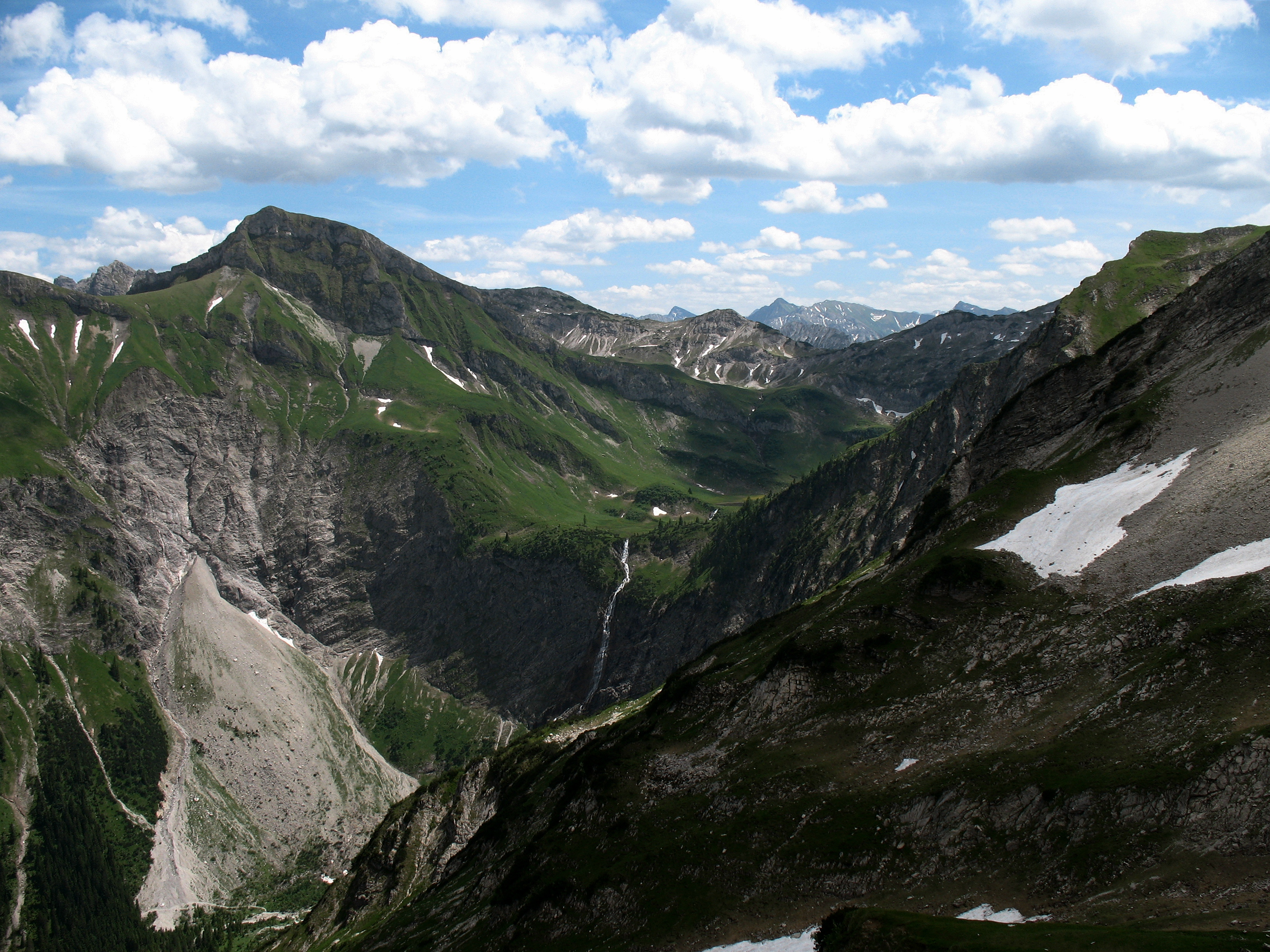
Blick auf die Rote Spitze von Rauhhorn

## Beleg
1. 1 2  Lage und Höhe auf «austrianmap.at».